# レッグペルテス

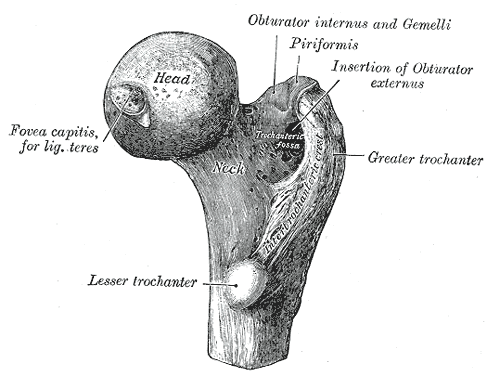

レッグペルテス（英:Legg-Calvé-Perthes syndrome）とは主に小型犬種において発生する大腿骨頭の非炎症性無菌性壊死。無菌性大腿骨頭壊死症、レッグ・ペルテス病とも呼ばれる。イヌでは生後数ヶ月から1年までに疼痛、跛行が生じる。X線検査では大腿骨の扁平化、亜脱臼などが認められる。軽度のものでは対症療法を行うが、対症療法で対処できない場合は外科的処置として大腿骨頭切除術を行う。